# Hauerinidae
Hauerinidae es una familia de foraminíferos bentónicos de la superfamilia Milioloidea, del suborden Miliolina y del orden Miliolida. Su rango cronoestratigráfico abarca desde el Jurásico hasta la actualidad.

## Discusión
Clasificaciones recientes han incluido muchos de sus géneros en la superfamilia Rzehakinoidea, del suborden Schlumbergerinina y del orden Schlumbergerinida., que agrupa taxones tradicionalmente incluidos en el suborden Textulariina o en el orden Textulariida. Estos géneros son: Pseudoflintina, Ammomassilina, Spiroloculina, Agglutinella, Dentostomina, Siphonaperta y Ammosigmoilinella de la subfamilia Siphonapertinae, y Sigmoilopsis de la subfamilia Sigmoilopsinae.

## Clasificación
Hauerinidae incluye a las siguientes subfamilias:
- Subfamilia Hauerininae
- Subfamilia Miliolinellinae
- Subfamilia Sigmoilinitinae
- Subfamilia Tubinellinae

Otras subfamilias asignadas a Hauerinidae y clasificadas actualmente en otras familias son:
- Subfamilia Labalinininae, también considerado en la familia Quinqueloculinidae
- Subfamilia Siphonapertinae, cuyos géneros han sido repartidos en las familias Rzehakinidae, Ammomassilinidae, Sigmoilopsidae, Schlumbergerinidae y Ammoflintinidae de la superfamilia Rzehakinoidea
- Subfamilia Sigmoilopsinae, ahora en la familia Sigmoilopsidae de la Superfamilia Rzehakinoidea.

Otros géneros de Hauerinidae no asignados a ninguna subfamilia son:
- Dargenioella
- Erichsenella
- Pitella
- Pseudolachlanella
- Septloculina
- Sigmamiliolinella